# Koníček Hrbáček
Koníček Hrbáček (rusky Конёк-Горбунок), v moderních českých překladech Koník Hrbáček, patří mezi nejoblíbenější a nejslavnější ruské pohádky. Její autor Petr Pavlovič Jeršov (1815-1869) ji napsal v devatenácti letech. Námět je obsahem baletů, opery, divadelní hry, hraných i animovaných filmů. Byla přeložena do více než třiceti jazyků, do češtiny již v 19. století.

## Děj
Pohádkový příběh je zařazen podle Aarneho–Thompsonova katalogu lidových pověstí jako standardní příběh ATU 531 - Kouzelný kůň. Je však přeplněn výskytem podružných příběhů a postav (Pták Ohnivák, velryba s loděmi v útrobách...). Děj je rozdělen do tří částí.
1.Sedlák poslal své tři syny hlídat v noci pole, které bylo každé ráno podupáno a částečně spaseno. Starší chlapci noc prospali, ale nejmladšímu Ivanovi se podařilo chytit krásnou klisnu. Ta mu slíbila, že když jí pustí, dá mu hříbátka, která brzy porodí. Ivan klisnu pustil a ta svůj slib splnila. Věnovala Ivanovi dva nádherné koně a jednoho malého hrbatého s tím, že ty krásné může dobře prodat a toho hrbatého si nechat jako celoživotního užitečného pomocníka. Ivan odvedl koně na trh, cestou utrhnul Ptáku ohniváku ocasní pero a schoval si ho do čepice. Krásní koně se nakonec dostali do carových stájí a Ivan se stal za jejich opatrovníkem.
2. Ivanova funkce carského podkoního byla trnem v oku zlému bojarovi, který Ivanovým nástupem o významnou funkci přišel. Závist bojara navedl cara, aby zadal Ivanovi nesplnitelné úkoly. Vše Ivánek zvládl díky šikovnému koníčkovi a carovi nakonec přivedl krásnou dceru Měsíce a sestru Slunce. Ta se však nechtěla provdat za starého cara.  
3. Jako poslední úkol měl Ivan ověřit, zda omládne po lázni v kotlech se studenou a horkou vodou a vařícím mlékem. Zde posloužil koník naposledy a opatřil Ivana potřebnou odolností. Když car viděl, jak chlapec zmohutněl a zkrásněl, následoval ho a při koupeli v horkém mléce zahynul. Lid získal nového cara i carevnu a na svatební hostině nechyběl Koníček Hrbáček.

## Historie

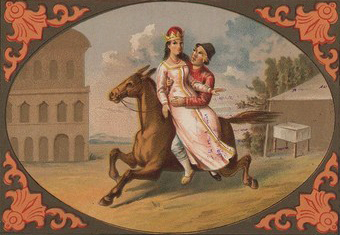
Obrázkové vydání 1885 - obálka

Pohádkové vyprávění v podobě 2300 veršů předložil k posouzení devatenáctiletý student Fakulty filosofie a Císařské university v Petrohradu Petr Pavlovič Jeršov v roce 1834. Rukopis nadšeně ocenil i Alexandr Sergejevič Puškin. Rektor petrohradské university Petr Alexandrovič Pletňov představil dílo tím, že ho osobně četl v posluchárně, za přítomnosti překvapeného a rozpačitého autora. S doporučením literárních kapacit se dílo přes noc stalo literární hvězdou. Materiální situace však Petra Jeršova donutila k návratu do Tobolsku, kde dožil jako ředitel gymnázia. To, že opustil literární prostředí, odřízlo Jeršova od dalšího literárního rozvoje.

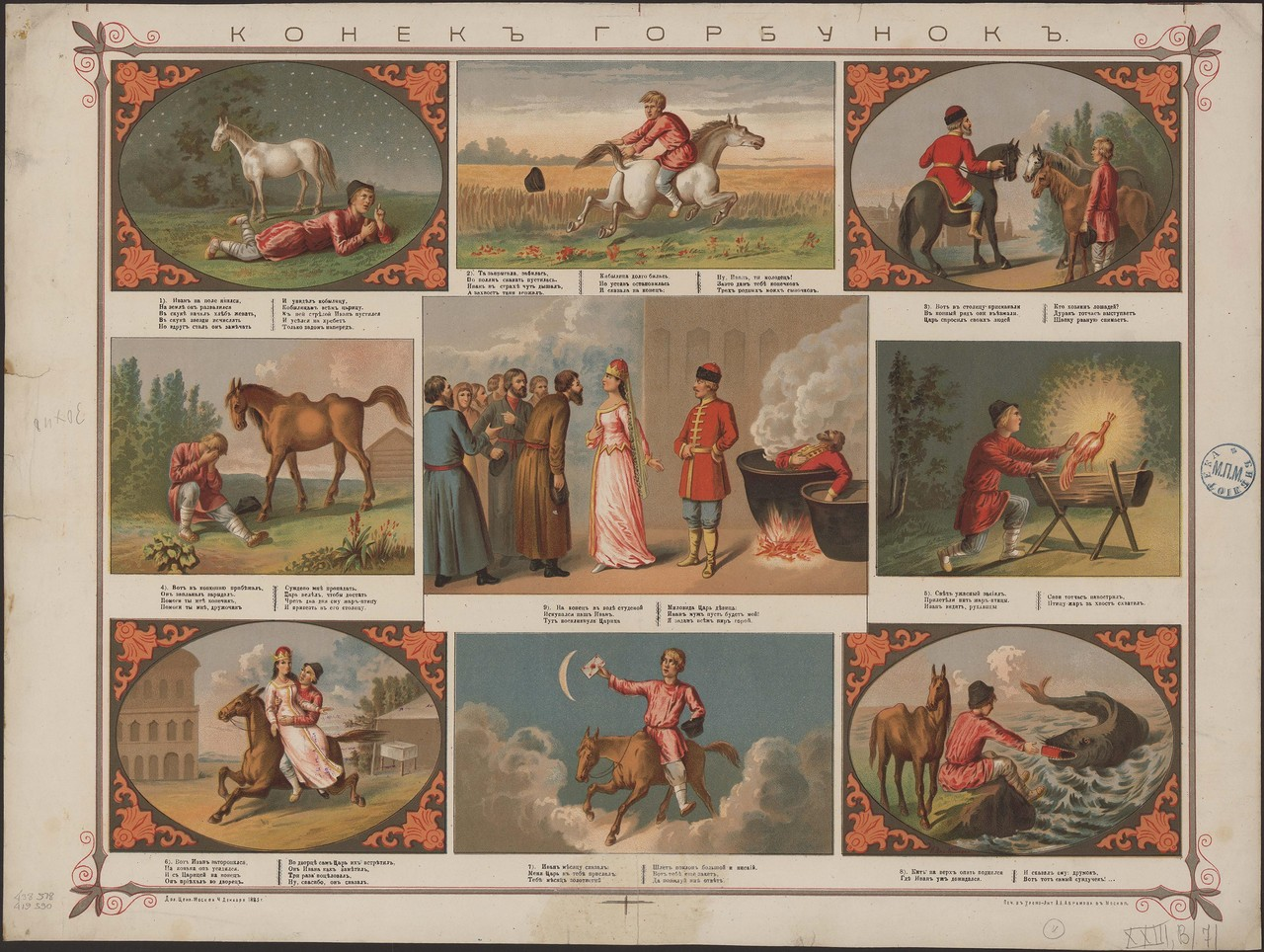
Vnitřní část vydání z roku 1885

Během autokratického režimu Mikuláše I došlo nejdříve k textovým změnám, později k úplnému zákazu v roce 1842. Za závadné bylo považováno, že car byl zobrazován ve špatném světle, velryba pohlcující koráby připomínala Sibiř pohlcující odpůrce režimu a úlisný bojar náčelníka petrohradské policie. V úplném původním znění byla kniha vydána až v roce 1856. S tímto vydáním pomáhal i bývalý Jeršovův žák, profesor chemie Dmitrij Ivanovič Mendělejev. Do konce 19. století se dílo stalo stabilním obsahem čítanek a učebnic ruské literatury.
Další zákazy přišly se stalinským režimem, v jistých verších byl car podporován armádou střelců, hlavní hrdina Ivan byl představitelem úspěšného drobného kulaka. Přesto se v sovětském období pohádka dočkala 130 vydání. V roce 1941 byla zfilmována jako hraný film, v roce 1947 vznikla animovaná verze. Pozdější animovaná verze pochází z roku 1975.
Kopie filmů byly hojně rozšířeny i v Československu v drobných promítacích provozovnách. V šedesátých letech byla spolu s Malým Mukem (1953) z produkce NDR nejčastěji promítanou zahraniční pohádkou v kinech letních dětských táborů, domech pionýrů či letních venkovských biografech.[zdroj?]

## Současnost
V žákovských knížkách žáků ruských škol se objevují známky z recitace Koníčka Hrbáčka ve stejné míře, jako v českých zemích z recitace Erbenovy Polednice.[zdroj?] . Přesto se ani 21. století neobejde bez cenzury. Proti dalším vydáním protestují tatarští aktivisté, kteří ve verši „Odpověz, Tatare!“ spatřují projevy národnostní nesnášenlivosti a xenofobie. Další edice však umožňuje zákonem určený status klasického díla. Debaty o autorství díla v duchu Jeršov versus Puškin jsou častým obsahem článků kratochvilných tiskovin.

## Česká vydání
Volného zpracování v češtině se pohádka dočkala krátce po své ruské premiéře. Již v roce 1845 se objevuje ve výboru povídek z novější ruské literatury Koník hrbounek - Národní pohádka Welkoruská, wolně wzdělána dle P. Jeršowa. V úplném překladu vyšlo dílo poprvé roku 1879 v nakladatelství Jaroslav Pospíšil pod názvem Koník hrbounek. Autory dalších českých překladů byli Marie Marčanová (Koník Hrbáček, 1948, Družstevní práce) a František Hrubín (Koník Hrbáček, 1956, Státní nakladatelství dětské knihy).

## Mimo knižní zpracování
- Hraný film 1941, režie Alexandr Rou, hlavní role Petr Alejnikov
- Animovaný film 1947, režie Ivan Ivanov-Vano

- Hraný film 1941
- Animovaný film 1947

- Animovaný film 1975, režie Ivan Ivanov-Vano
- Hraný film připravovaný 2020, režie Oleg Pogodin, hlavní role Anton Šagin
- Počítačová hra, 1986
- Balet Caesara Puniho, šéfdirigenta Mariinského divadla, 1864
- Balet Rodiona Ščedrina, 1960
- Symfonická pohádka Le Petit Cheval Bossu, hudba Éric Voegelin, 2007[8]
- Rokenrolová pohádka skupiny DDT, 2016